# Don Mitchell (géographe)
Pour les articles homonymes, voir Don Mitchell (homonymie) et Mitchell.
Don Mitchell (né en 1961) est un géographe américain, professeur de géographie culturelle.

## Biographie
Issu d'une famille d'universitaires californiens, il est diplômé de l'Université de San Diego en 1987, où il obtient un B.A. de géographie, puis de l'Université d'Etat de Pennsylvanie en 1989, après avoir tenté une percée dans la musique tout en travaillant comme chauffeur de taxi ou livreur de journaux. Il soutient son doctorat à l'Université de Rutgers en 1992, en travaillant avec Neil Smith. 
Il obtient le titre de professeur en 2002 et une chaire en 2006. 
Il enseigne à l'Université Boulder dans le Colorado à partir de 1992, avant de rejoindre Syracuse, où il devient professeur associé. Il est professeur émérite de géographie à la Maxwell School, de l'Université de Syracuse, et professeur de géographie culturelle à l'Université d'Uppsala depuis 2017

## Champs d'étude universitaire

### Géographie radicale
Considéré comme un marxiste influent et un érudit radical, il est surtout connu pour ses travaux sur la théorie culturelle, en montrant comment les paysages établissent des liens solides avec des histoires de lutte, d'oppression, et la non-reconnaissance du travail impliqué dans leur création et leur entretien. Il a appliqué cela à l'histoire des immigrants dans les paysages agricoles californiens ; dans les espaces publics comme ceux privatisés comme les centres commerciaux et les parcs publics où les sans-abri sont menacés ou expulsés ; au People's Geography Project. Il travaille sur les luttes salariales, les droits humains et la justice. Lors d'une conférence à Paris, en 2012, Mitchell, pour défendre la nécessité d'un parti pris en géographie, déclare : « se montrer ‘critique’ est une condition sine qua non pour être un universitaire (…) Se montrer critique n’équivaut pas à prendre un parti politique, et encore moins radical, même si c’est une condition nécessaire pour prendre un parti politique et, surtout, pour être radical ». Anti-reaganiste affirmé, il défend une colère politique, source de sa radicalité, qu'il nomme my pissed-offedness (j’ai-les-boules-itude), face aux signes urbains visibles de paupérisation et de marginalisation.  

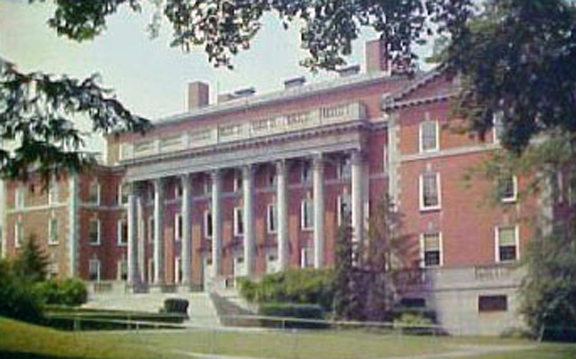
Maxwell School, Université de Syracuse

### Le Mitchelling

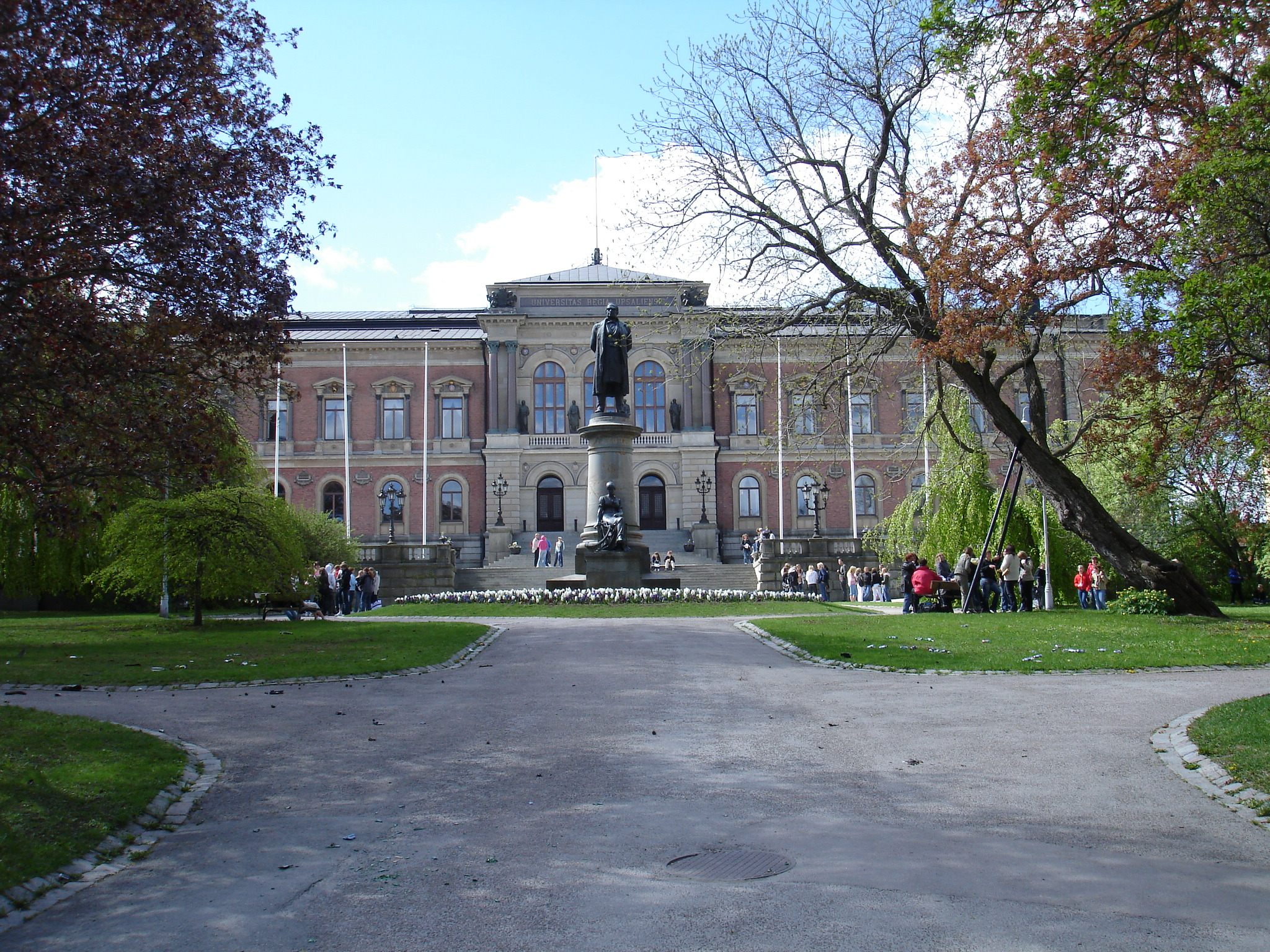
Université d'Uppsala

Il est également connu pour un montage technique, particulièrement utile pour les livres manuscrits ou autres (10 000 mots ou plus), les textes longs, ainsi que pour les textes ayant subi plusieurs révisions au cours d'une longue période temporelle. L'écrivain imprime le document, relit et fait des modifications, puis retape l'ensemble du texte (sauf pour les blocs de citation, qui peuvent être collés à partir d'un projet précédent). Cette technique élimine les incohérences résultantes de découpages et de collages successifs, et elle oblige l'écrivain à relire, réviser, et même à éliminer certaines proses qui ne sont plus en cohérence avec le texte. Le Mitchelling semble ardu, mais a la réputation de gagner du temps sur le long terme.

## Prix et récompenses
En 1998, il est devenu lauréat de la  fondation MacArthur, et en 2008, de la bourse Guggenheim. Il a reçu la médaille Anders Retzius de la Société suédoise d'Anthropologie et de Géographie en 2012.

## Principales publications
- The Lie of the Land: Migrant Workers and the California Landscape, Minneapolis, University of Minnesota Press, 1996.
- Cultural Geography: A Critical Introduction, Blackwell, 2000  (ISBN 1-55786-892-1).
- The Right to the City: Social Justice and the Fight for Public Space, 2003.
- They Saved the Crops: Labor, Landscape, and the Struggle over Industrial Farming in Bracero-Era California, UGA Press, 2012.

- En collaboration : 
  - avec Kenneth Olwig, Justice, Power and the Political Landscape, Londres, Routledge, 2009.
  - avec Lynn Staeheli, 'The People’s Property? Power, Politics, and the Public, New York, Routledge, 2008.